# Jitzchak Chofi

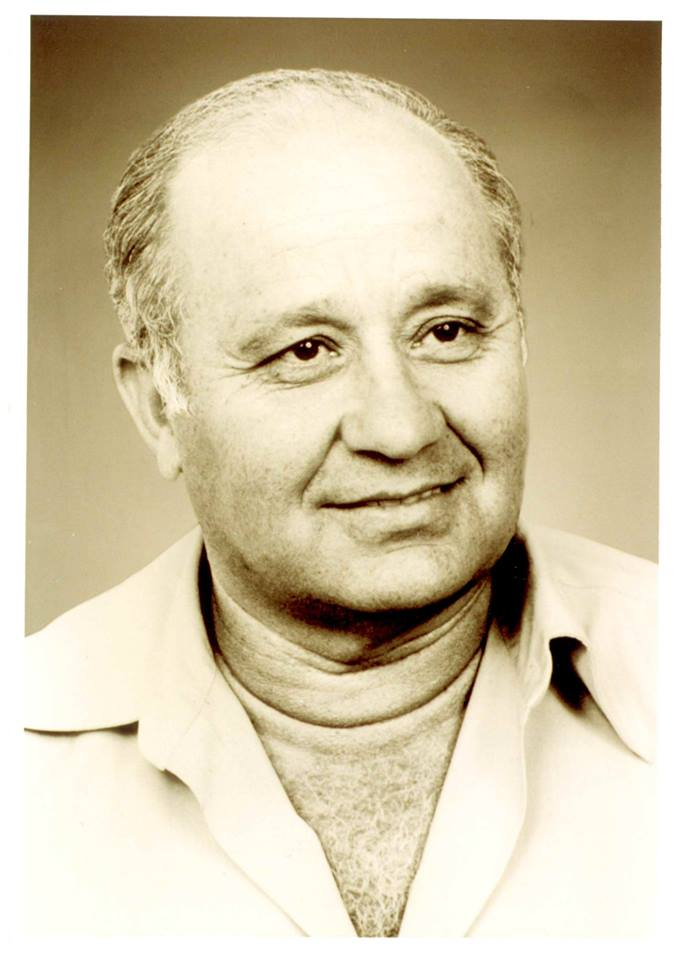
Jitzchak Chofi

Jitzchak Chofi (hebräisch יצחק חופי, manchmal auch als Yitzhak Hofi; * 25. Januar 1927 in Tel Aviv; † 15. September 2014 in Ramat Gan) war von 1974 bis 1982 Direktor des israelischen Geheimdienstes Mossad.

## Leben
1944 trat Chofi in die Hagana ein und befehligte 1948 im Unabhängigkeitskrieg eine Kompanie. Anschließend hatte er verschiedene Kommandeursfunktionen in den Israelischen Streitkräften inne, unter anderem an der Spitze der nachrichtendienstlichen Einheit Dow Tamari. Im Jom-Kippur-Krieg 1973 war er Kommandeur des Nordkommandos. Kurz vor seinem Amtsantritt für den Mossad war Chofi 1974 kurzzeitig israelischer Generalstabschef.
Unter seine Leitung fiel unter anderem die Operation Entebbe, die zwar nicht vom Mossad selbst ausgeführt, aber unterstützt wurde.